# Elena Centemero
Elena Centemero (Milano, 8 dicembre 1968) è una politica e dirigente pubblica italiana.

## Biografia

### Formazione e carriera
Laureata in lettere classiche presso l'Università Cattolica del Sacro Cuore di Milano, ha ottenuto anche un master in Economia del Turismo presso l'Università Bocconi, un master di II grado in dirigenza per le scuole all'Università di Bergamo e un master in Management delle Istituzioni Scolastiche presso il MIP del Politecnico di Milano. È stata insegnante di latino e greco presso vari istituti di Monza (tra cui l'Istituto Leone Dehon) e della provincia di Monza e della Brianza. Nel 2017 ha ricevuto per le attività a favore della parità e delle donne il Premio Internazionale Fidapa “Excellent Advocacy for Women Awards”. Nel 2019 è stata Coordinatrice del Comitato Tecnico-Scientifico per lo Sviluppo delle Competenze Professionali nei settori del Turismo e dell'Agricoltura presso il Ministero delle Politiche Agricole e del Turismo. È stata dirigente scolastica dell'Istituto Comprensivo Villasanta e dell'Istituto Superiore Martino Bassi di Seregno. È dirigente scolastica dell'Istituto di Istruzione Superiore Ezio Vanoni di Vimercate. Dal 31 dicembre 2020 è membro del Consiglio superiore della pubblica istruzione.

### Attività politica
Militante di Forza Italia fin dalla discesa in campo nella politica di Silvio Berlusconi nel 1994, nel 2009 aderisce al progetto politico del Popolo della Libertà e dal giugno 2010 fino al marzo 2012 Elena Centemero ricoprì il ruolo di coordinatrice provinciale del Popolo della Libertà di Monza e Brianza, quando venne sostituita dall'ex ministro Paolo Romani. Nel febbraio 2012 Silvio Berlusconi la nomina Coordinatore nazionale per la Scuola, università e ricerca del PDL. Nel corso di ricostruzione del partito politico di Forza Italia, il presidente Berlusconi la nomina, il 24 gennaio 2014, quale Responsabile per la scuola e per l'università del partito. Nell'ambito della riorganizzazione del partito a livello regionale diventa vice presidente attività Club in Lombardia. Dal 2013 al 2018 è membro dell'Assemblea parlamentare del Consiglio d’Europa e presidente della Commissione per l'Eguaglianza e la non discriminazione, nonché vice presidente del Partito Popolare Europeo. Dal 31 Dicembre 2020 è membro del Consiglio superiore della pubblica istruzione. 
Eletta deputata dal 2008 per la XVI legislatura, è componente della VII commissione (Cultura, Scienza e Istruzione) e della XIV commissione (Politiche dell'Unione europea) della Camera dei Deputati, in cui si occupa d'istruzione, università, ricerca, formazione e internazionalizzazione. È stata anche membro, per un breve lasso di tempo, della Commissione Parlamentare per l'Infanzia e l'Adolescenza, dal 4 giugno 2008 al 14 novembre 2008. Nel corso del quinquennio 2008-2013, presentò (ora come firmatario principale, ora come cofirmatario) una serie di disegni di legge i cui contenuti verranno in parte portati avanti anche nella legislatura successiva: promozione della cultura italiana all'estero; lotta alla pedofilia; valorizzazione dell'identità cristiana e civile all'interno delle scuole italiane. Fu tra i firmatari del disegno di legge per l'elezione diretta da parte dei cittadini del Presidente della Repubblica, secondo lo schema del semipresidenzialismo francese.
Alle elezioni politiche del 2013, Elena Centemero è stata nuovamente candidata alla Camera dei Deputati nella Circoscrizione Elettorale Lombardia 1 al numero 3, venendo rieletta per la XVII legislatura. Il 16 novembre 2013, con la sospensione delle attività del Popolo della Libertà, aderisce a Forza Italia. Nel corso di quest'ultima legislatura ha presentato, in quanto membro della I commissione (Affari Costituzionali, della Presidenza del Consiglio e Interni) e alla VII commissione (Cultura, Scienza e Istruzione), numerose proposte di legge a favore della difesa dei diritti delle donne, della promozione della cultura e della letteratura italiana all'estero e intervenendo su vari argomenti relativi alla realtà scolastica.
Nel gennaio 2017 il sindaco del comune di Limbiate, in provincia di Monza e della Brianza, la nomina assessore alla cultura e alle pari opportunità.

### Vita privata
Ha un cugino: Giulio Centemero, deputato e tesoriere della Lega.